# Берлесон (Тексас)
Берлесон (енгл. Burleson) град је у америчкој савезној држави Тексас. По попису становништва из 2010. у њему је живело 36.690 становника.

## Демографија
Према попису становништва из 2010. у граду је живело 36.690 становника, што је 15.714 (74,9%) становника више него 2000. године.
| Група             | 2000.          | 2010.          |
| Белци             | 19.332 (92,2%) | 30.535 (83,2%) |
| Афроамериканци    | 84 (0,4%)      | 862 (2,3%)     |
| Азијати           | 112 (0,5%)     | 388 (1,1%)     |
| Хиспаноамериканци | 1.135 (5,4%)   | 4.219 (11,5%)  |
| Укупно            | 20.976         | 36.690         |